# Едуардо Сістернас
Едуардо Сістернас (ісп. Eduardo Cisternas, 1 січня 2004) — чилійський плавець.
Учасник Олімпійських Ігор 2020 року, де в попередніх запливах на дистанції 400 метрів вільним стилем посів 27-ме місце і не потрапив до півфіналів.